# Blues Brothers 2000
Cet article concerne le film. Pour le jeu vidéo, voir Blues Brothers 2000 (jeu vidéo).
Pour les articles homonymes, voir The Blues Brothers.
Série
Les Blues Brothers
(1980)
Pour plus de détails, voir Fiche technique et Distribution.
Blues Brothers 2000 ou Les Frères Blues 2000 au Québec est un film américain réalisé par John Landis, sorti en 1998.
Il s'agit de la suite du film Les Blues Brothers, sorti en 1980 et également réalisé par John Landis. 18 ans plus tard, Elwood Blues (Dan Aykroyd) sort de prison. Il attend à la sortie pendant toute une nuit et personne ne vient le chercher. Le directeur de la prison se rend compte que personne ne lui a appris la mort de son frère Jake et le lui annonce.
Quelques mois après sa sortie américaine, le film est présenté hors compétition au festival de Cannes 1998. L'accueil de la presse est mitigé et le film ne rencontre pas du tout le même succès commercial que le premier opus.

## Synopsis
Alors qu'Elwood Blues se croit seul, il est pris en charge par Matara, envoyée par Willie Hall (en), son ancien batteur. Celui-ci a monté un club de danseuses et voudrait qu'Elwood y chante. Sur la route, il rencontre Malvern Gasperon (B. B. King), qui tient un garage d'occasion de voitures. Il y réserve une Ford Crown Victoria 1990 de police réformée.
Il apprend que l'orphelinat qu'il avait contribué à sauver dans le premier épisode a été rasé. Mais il retrouve la mère supérieure Mary Stigmata qui lui apprend la mort de Curtis, que celui-ci a eu un fils — qu'elle lui interdit d'aller voir — et lui confie l'éducation d'un jeune garçon nommé Buster.
Elwood court aussitôt trouver le fils caché de Curtis, Cab, qui est devenu chef de la police d'État de l'Illinois. Il s'empresse de lui expliquer qui il est, mais après avoir découvert les casiers judiciaires de Jake et d'Elwood, alors qu'Elwood lui demande cinq cents dollars, il le jette dehors. Cependant Buster lui vole son portefeuille et le donne à Elwood qui achète la Ford.
Elwood emmène ensuite Buster au club de Willie dans lequel il commence à chanter. Il se rend compte que Willie se fait racketter par des mafieux russes. Alors que ceux-ci reviennent et que Willie est absent, Elwood les saoule et se fait aider du barman Mack McTeer (John Goodman) pour les abandonner dans une ruelle. La mafia russe décide de se venger.
Parallèlement Elwood a renvoyé son portefeuille (allégé de cinq cents dollars) à Cab qui décide de le faire arrêter.
En remerciement de son aide, Elwood fait chanter Mack sur la scène et découvre qu'il est un très bon chanteur de blues. Mais les Russes débarquent et mettent le feu au club. Elwood, Buster, Mack, Willie et les danseuses parviennent néanmoins à s'échapper du club en flamme.
Elwood décide de reformer le groupe, intègre Mack et Buster, et reprend Willie comme batteur. Il vient chercher Matt Murphy et Lou Marini dans la concession Mercedes qu'a ouverte la femme de Matt (Aretha Franklin). Après lui avoir fait une scène, celle-ci laisse partir son mari dans le groupe.
La police découvre une affiche des Blues Brothers dans les restes calcinés du club de Willie. La mère Mary Stigmata, voyant que Buster n'est pas rentré depuis une semaine, alerte la police.
Elwood va chercher Donald Dunn, Steve Cropper et Tom Malone pendant une émission de radio qu'ils animent où ils parlent des multirécidivistes. Il va ensuite chercher Alan Rubin qui est devenu directeur de pompes funèbres et qui enterre un mafieux russe. Elwood et Mack font une scène à Alan pour qu'il abandonne son métier. La scène met dans une rage folle les mafieux russes qui décident de se débarrasser des Blues Brothers. Ceux-ci leur échappent et vont chercher Murphy Dunne chez Ed, qui tient un service de téléphone rose.
Le groupe reformé, les Blues Brothers décident de partir vers le sud dans le but, non avoué par Elwood et Mack à leurs musiciens, d'aller faire un concours de blues à proximité de La Nouvelle-Orléans chez Queen Musset's.

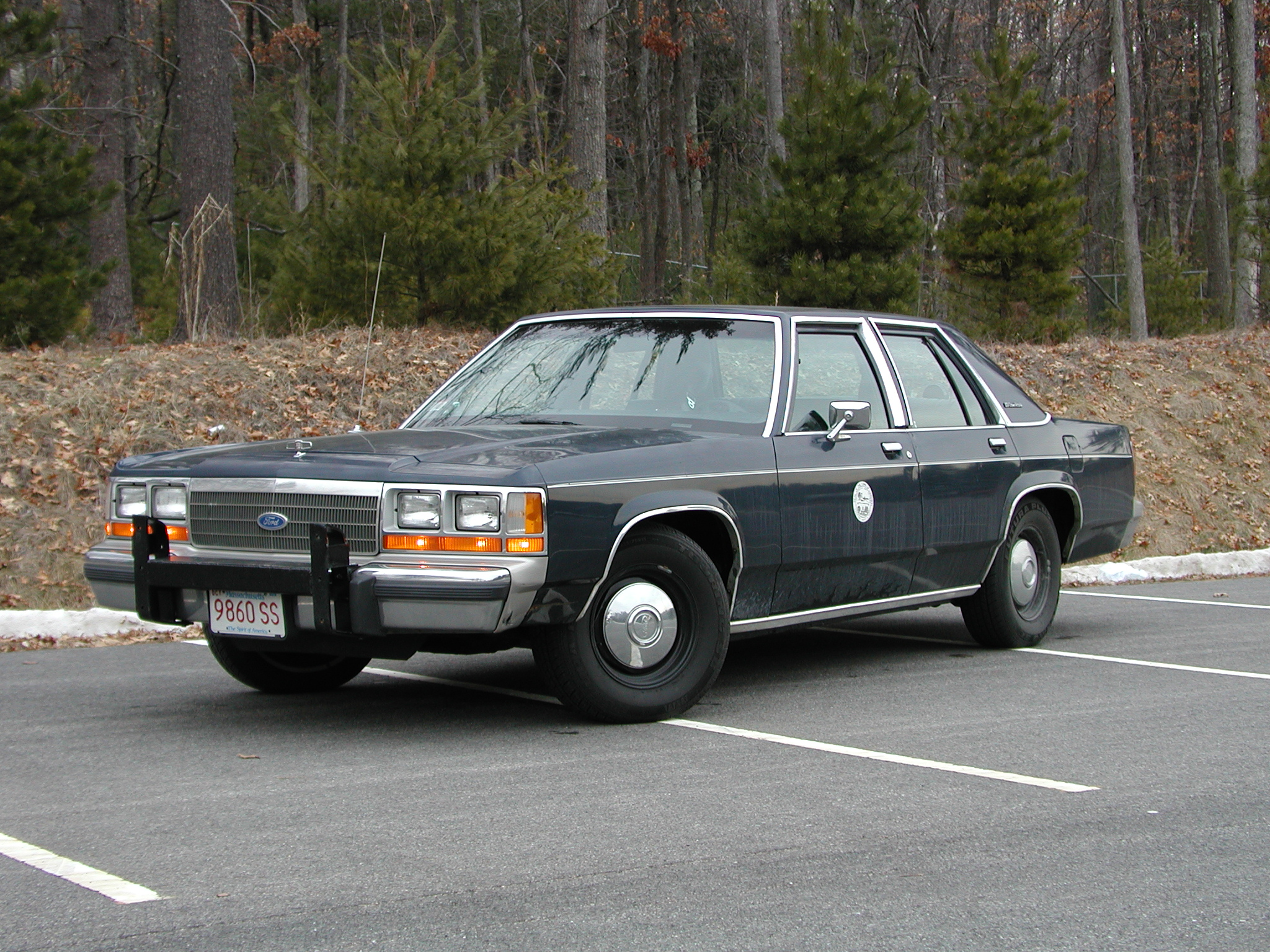
Une Ford Crown Victoria LTD 1990, assez similaire à la bluesmobile du film.

Ils s'arrêtent chez Bob qui tenait une boite de country (Bob's Country Bunker) dans le premier épisode et qui manque de les reconnaître. Une patrouille de police qui passe à proximité reconnaît la voiture d'Elwood et oblige Elwood, Mack et Buster à fuir précipitamment. Ils doivent passer la frontière de l'État en franchissant le fleuve pour éviter la police, grâce à la bluesmobile qui devient amphibie pour l'occasion. En sortant de l'eau, ils font exploser le bateau rempli de TNT d'un groupuscule néo-nazi (aussi rencontré dans le premier film) qui décide de les prendre en chasse.
Le groupe se retrouve à un rassemblement de Rednecks dans lequel ils doivent chanter du bluegrass. Les Russes et la police sont au rendez-vous pour les accueillir. Mais la chanson que chantent les Blues Brothers provoque un violent orage qui leur permet de fuir.
La bluesmobile, dans laquelle s'est entassé tout le groupe, tombe en panne d'essence en chemin et, à la recherche d'aide, ils tombent sur un congrès de « revival » de l'église de Triple Rock de Chicago. Ils entrent dans l'espoir de demander de l'aide au révérend Cleophus James (James Brown, également présent dans le premier film). Ils assistent au début de la messe, qui est ensuite interrompue par l'arrivée de la police et de l'officier Cab. Les révérends de l'église lui font voir la lumière et il intègre le groupe. Blue « Lou » Marini arrive avec la bluesmobile (il était allé chercher de l'essence) et embarque tout le monde. Toutes les voitures de police partent à la poursuite de la bluesmobile qui bondit au-dessus de travaux alors que les voitures de police s'encastrent dedans à l'occasion d'un carambolage géant, battant ainsi le record établi pour la plus grande casse de voitures, record tenu jusque-là par le premier film des Blues Brothers.
Le groupe arrive chez Queen Musset's, qui est une sorcière loin d'être aussi laide et vieille que les légendes le racontent. Elle transforme les Blues Brothers en zombies qui doivent chanter pour se qualifier au concours, ce qu'ils arrivent à faire. Lors du concours, ils sont opposés à Mister Gasperon (B. B. King) qui a formé un groupe (The Louisiana Gator Boys) avec Eric Clapton et quelques autres grosses pointures du blues. Évidemment, les Blues Brothers ne font pas le poids face à une telle armée d'excellents musiciens. Alors qu'ils ont fini de jouer, les Russes et les néo-nazis débarquent chez Queen Musset's qui les transforme tous en rats. Elwood propose un bœuf à Mister Gasperon qu'il est cependant obligé d'abandonner pour fuir avec Buster à cause de l'arrivée de la police et de la mère Mary Stigmata. Le film se termine sur la bluesmobile suivie d'une armée de voitures de police.
Après le générique final, on peut voir une prestation de James Brown qui chante Please, Please don't go qui n'est pas reprise dans le CD de la bande originale du film.

## Fiche technique
Sauf indication contraire, les informations mentionnées dans cette section peuvent être confirmées par les bases de données cinématographiques IMDb et Allociné,  présentes dans la section « Liens externes ».
- Titre original et français : Blues Brothers 2000
- Titre québécois : Les Frères Blues 2000
- Réalisation : John Landis
- Scénario : Dan Aykroyd et John Landis
- Musique : Paul Shaffer
- Direction artistique : Dan Yarhi
- Décors : Bill Brodie
- Costumes : Deborah Nadoolman
- Maquillage : Patricia Green
- Coiffure : Deborah K. Dee
- Photographie : David Herrington
- Son : Gary Alexander, Steve Bartkowicz, Gary C. Bourgeois, Scott Hecker, Doug McClement
- Montage : Dale Beldin
- Production : Dan Aykroyd, Leslie Belzberg et John Landis
  - Production associée : Grace Gilroy
- Société de production : Universal Pictures
- Sociétés de distribution : Universal Pictures (États-Unis et Suisse[2]) ; United International Pictures (France)
- Budget : 28 millions de $[3]
- Pays de production :  États-Unis
- Langues originales : anglais, russe
- Format : couleur (DeLuxe) - 35 mm - 1,85:1 (Panavision) - son DTS / DTS-Stéréo / SDDS
- Genre : comédie, musical, action, policier
- Durée : 123 minutes
- Dates de sortie[4] :
  - États-Unis : 6 février 1998
  - France : mai 1998 (Festival de Cannes) ; 20 mai 1998 (sortie nationale)
  - Suisse romande : 20 mai 1998[5]
  - Belgique : 17 juin 1998[6]
- Classification :
  - États-Unis : accord parental recommandé, film déconseillé aux moins de 13 ans (PG-13 - Parents Strongly Cautioned)[N 3]
  - France : tous publics[7]
  - Québec : tous publics (G - General Rating)
  - Belgique : tous publics (Alle Leeftijden)[6]
  - Suisse romande : interdit aux moins de 7 ans[8]

## Distribution
Sauf indication contraire, les informations mentionnées dans cette section peuvent être confirmées par les bases de données cinématographiques IMDb et Allociné,  présentes dans la section « Liens externes ».

### The Blues Brothers
- Dan Aykroyd (VF : Richard Darbois) : Elwood J. Blues - chant et harmonica
- John Goodman (VF : Jacques Frantz) : « Mighty » Mack McTeer - chant
- J. Evan Bonifant : Buster Blues - chant et harmonica
- Joe Morton (VF : Lionel Henry) : Cabel « Cab » Chamberlain - chant
- Matt Murphy (VF : Henri Djanik) : Matt « Guitar » Murphy - guitare
- Lou Marini (VF : Guy Chapelier) : « Blue » Lou Marini - saxophone
- Donald Dunn (VF : Hervé Jolly) : Donald « Duck » Dunn – basse
- Steve Cropper (VF : Bernard Métraux) : Steve « Le colonel » - guitare
- Tom Malone (VF : Vincent Violette) : Tom « Bones » Malone - chant et saxophone
- Murphy Dunne (VF : Edgar Givry) : Murph - claviers
- Willie Hall : Willie Hall - batterie
- Alan Rubin (VF : Jean Barney) : Alan « Mr. Fabulous » – trompette et Chant

### Louisiana Gator Boys
- B. B. King : Malvern Gasperon – chant, guitare
- Jeff Baxter : Jeff « Skunk » – guitare
- Gary U.S. Bonds : Gary – chant
- Eric Clapton : Eric – chant, guitare
- Clarence Clemons : Clarence – chant, saxophone
- Jack DeJohnette : Jack – batterie
- Bo Diddley : Bo – chant, guitare
- Jon Faddis : Jon – trompette
- Isaac Hayes : Isaac – Chant
- Dr. John : John – chant, piano
- Tommy McDonnell : Tommy « Pipes » – chant
- Charlie Musselwhite : Charlie – chant, harmonica
- Billy Preston : Billy – chant, claviers
- Lou Rawls : Lou – chant
- Joshua Redman : Joshua – saxophone
- Paul Shaffer (VF : Dominique Collignon-Maurin) : Paul – chant
- Koko Taylor : Koko – chant
- Travis Tritt (en) : Travis – chant, guitare
- Jimmie Vaughan : Jimmie – chant, guitare
- Grover Washington, Jr. : Grover – saxophone
- Willie Weeks : Willie – basse
- Steve Winwood : Steve – chant

### Autres personnages
- James Brown (VF : Jean-Pierre Moulin) : le révérend Cleophus James - chant
- Sam Moore (VF : Daniel Beretta) : Révérend Morris - chant
- Aretha Franklin (VF : Michèle Bardollet) : Mme Murphy - chant, la femme de Matt et propriétaire de la concession automobile « Mercedes-Benz »
- Eddie Floyd (VF : Sylvain Lemarie) : Ed - chant
- Wilson Pickett (VF : Thierry Desroses) : M. Pickett - chant
- Jonny Lang : Jonny - guitare et chant
- Steve Lawrence (VF : François Dunoyer) : Maury Sline - chant
- Kathleen Freeman (VF : Paule Emmanuele) : Mère Mary Stigmata
- Frank Oz : le directeur de la prison
- Erykah Badu (VF : Maïk Darah) : Queen Mousette
- Lonnie Brooks : lui-même - chant
- Junior Wells : lui-même - chant
- Darrell Hammond (VF : Nicolas Marié) : le commandant Robertson
- Taj Mahal : Guitare
- Nia Peeples (VF : Françoise Cadol) : le lieutenant Elizondo
- Shann Johnson : Matara
- Jeff Morris : Bob, le patron du Bob's Country Kitchen
- Willie Hall : Willie 'Too Big' Hall
- Jennifer Irwin : nonne no 1

## Production
Le scénario de cette suite est signé John Landis et Dan Aykroyd. Le studio leur demandera de nombreux changements, ce qui les poussera un temps à abandonner le film.
Pour baisser le budget du film, les acteurs Dan Aykroyd et John Goodman n'ont pas demandé de salaire.
Le pianiste Paul Shaffer a cette fois-ci l'occasion de jouer, dans ce second film, aux côtés du Blues Brothers Band dont il fut le pianiste initial. En effet, il ne put jouer dans le premier film sorti en 1980 et fut remplacé au pied levé par Murphy Dunne.
Jim Belushi, le frère de John Belushi (à l'affiche du premier film), devait être présent dans le film et incarner un personnage nommé Brother Zee. Cependant, il est pris par le tournage de la série Total Security. Le script est remanié et le personnage, finalement incarné par Joe Morton, est rebaptisé Cab Blues en hommage à Cab Calloway. Par ailleurs, Macaulay Culkin a été envisagé pour le rôle de Buster.
Le tournage a lieu de juin à 1997. Il se déroule dans l'Illinois (Chicago, Palatine) et l'Ontario (Welland, Markham, Kingston, Toronto, Niagara Falls).

## Bande originale
Albums de The Blues Brothers
Blues Brothers and Friends: Live from Chicago's House of Blues
(1997) The Blues Brothers Complete
(2000)
| 1.  | Born in Chicago                    | Nick Gravenites                                             | Paul Butterfield Blues Band                                                 | 3:05 |
| 2.  | The Blues Don't Bother Me          | Murphy                                                      | Matt "Guitar" Murphy                                                        | 3:32 |
| 3.  | Harmonica Musings                  | Popper                                                      | John Popper (en)                                                            | 0:32 |
| 4.  | Cheaper to Keep Her                | Mack Rice (en)                                              | Elwood Blues, Lonnie Brooks & Junior Wells                                  | 3:13 |
| 5.  | Perry Mason Theme                  | Fred Steiner                                                | Blues Brothers                                                              | 2:29 |
| 6.  | Looking for a Fox                  | Clarence Carter/Marcus Daniel/Rick Hall (en)/Wilbur Terrell | Blues Brothers                                                              | 2:46 |
| 7.  | I Can't Turn You Loose (en)        | Otis Redding                                                | Blues Brothers                                                              | 2:24 |
| 8.  | Respect                            | Redding                                                     | Aretha Franklin & the Blues Brothers                                        | 3:00 |
| 9.  | 634-5789 (Soulsville, U.S.A.)      | Steve Cropper/Eddie Floyd                                   | Eddie Floyd, Wilson Pickett, Jonny Lang & the Blues Brothers                | 3:29 |
| 10. | Maybe I'm Wrong                    | Popper                                                      | Blues Traveler                                                              | 5:33 |
| 11. | Riders in the Sky: A Cowboy Legend | Stan Jones                                                  | Blues Brothers                                                              | 3:10 |
| 12. | John the Revelator                 | Son House                                                   | Taj Mahal, Sam Moore & Cab Blues                                            | 3:53 |
| 13. | Let There Be Drums                 | Sandy Nelson/Richard Podolor                                | Carl LaFong Trio                                                            | 1:14 |
| 14. | Season of the Witch                | Donovan Leitch                                              | Dr. John & The Blues Brothers                                               | 5:09 |
| 15. | Funky Nassau                       | Tyrone Fitzgerald/Raphael Munnings                          | Queen Mousette, Cab Blues, Elwood Blues, Mighty Mack and The Blues Brothers | 4:11 |
| 16. | How Blue Can You Get?              | Jane Feather                                                | The Louisiana Gator Boys                                                    | 5:18 |
| 17. | Turn on Your Love Light (en)       | Deadric Malone/Joe Scott                                    | Blues Brothers                                                              | 3:30 |
| 18. | New Orleans                        | Frank Guida (en)/Joseph Royster                             | The Louisiana Gator Boys & the Blues Brothers                               | 4:01 |

## Accueil

### Accueil critique
Le film reçoit des critiques mitigées. Sur l'agrégateur américain Rotten Tomatoes, il récolte 46% d'opinions favorables pour 46 critiques et une note moyenne de 5,12⁄10. Le consensus du site est « Sans le regretté John Belushi, Blues Brothers 2000 rassemble le groupe avec une bande-son animée, mais une mission bien moins divine ». Il obtient la note de D par Entertainment Weekly. Roger Ebert le note 2⁄4 et écrit notamment « Le film est une comédie boiteuse entourée de blues énergique (et de musique pop, rock et country) ».
Le film ne rencontre pas le succès commercial. Produit pour 28 millions de dollars, le film récolte 32 millions de dollars au box-office mondial, dont 14 millions aux États-Unis. En France, il enregistre 397 051 entrées. Les résultats sont bien loin de ceux du premier film qui avait récolté 115 millions de dollars dans le monde et attiré 2,4 millions de spectateurs dans les salles françaises.
En 2008, le magazine américain Entertainment Weekly classe le film 4e de son classement des 25 pires suites de l'Histoire.

## Distinctions
Sauf indication contraire, les informations mentionnées dans cette section peuvent être confirmées par les bases de données cinématographiques IMDb et Allociné,  présentes dans la section « Liens externes ».,

### Nominations
- The Stinkers Bad Movie Awards 1998 :
  - Pire film
  - La suite que personne ne réclamait
- Motion Picture Sound Editors 1999 : meilleur montage sonore de musique dans un long métrage musical (Etranger et National)
- The Stinkers Bad Movie Awards 2000 : le remake ou la suite que personne ne réclamait

### Sélection
- Festival de Cannes 1998 : longs métrages - hors-compétition pour John Landis[19]

## Éditions en vidéo
En France, le film Blues Brothers 2000 est sorti en DVD le 4 août 1998. Avec l'arrivée du Blu-ray, une version Blu-ray est sortie le 5 juillet 2011. Le film est également sorti en VOD le 31 janvier 2018.

## Autour du film

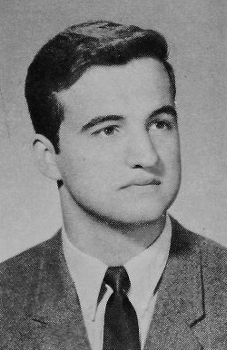
Le film est notamment dédié à la mémoire de John Belushi, acteur principal du premier film

### Clins d’œil et références
- Dans une scène, Cab (Joe Morton) déclare que la dernière fois que les Blues Brothers ont fait un concert, cela a occasionné des dommages de 24 millions de dollars, ce qui correspond au budget du premier film[9].
- Le film est dédié à la mémoire de John Belushi (mort en 1982), Cab Calloway et John Candy (tous deux morts en 1994)[9].
- Lorsqu'Elwood tente de remotiver ses musiciens, il cite des noms célèbres du blues et finit avec le nom de Robert K. Weiss. Dunn demande alors qui est cet homme. Weiss est en réalité le producteur du premier film et celui qui a poussé Dan Aykroyd et John Landis à ne pas abandonner ce projet de suite[9].
- Frank Oz incarne ici le directeur de la prison, alors qu'il incarnait le personnage qui remettait ses affaires à Jake à sa sortie de prison dans le premier film[9].
- Lorsqu'Elwood se rend dans une cabine téléphonique, on peut voir des graffiti « Max » et « Rachel », les noms des enfants du réalisateur John Landis[9].
- Le bateau des suprémacistes blancs est nommé Leslie Belle, un clin d'œil au producteur Leslie Belzberg, qui a notamment travaillé avec John Landis sur Drôles d'espions (1985), Un prince à New York (1988), L'embrouille est dans le sac (1990) ou encore Le Flic de Beverly Hills 3 (1994)[9].

Outre de multiples clins d'œil, le film reprend de nombreux éléments de son prédécesseur :
- La sortie de prison
- La visite chez la mère Mary qui sanctionne toujours les gros mots en donnant des coups de bâton.
- La recherche des musiciens qui se sont à nouveau recyclés.
- L'expression des sentiments de la femme de Matt Murphy en chanson (avec là aussi Lou Marini au saxo).
- Des infractions au code de la route.
- L'utilisation de tout un régiment de Police pour coincer Elwood.
- Le sermon du révérend Cleophus James qui apporte une révélation (cette fois-ci à Cabel Chamberlain).
- La démotivation provisoire des musiciens du groupe.
- La vengeance d'un gang envers les Blues Brothers (ici la Mafia russe après les Nazis dans le premier film).

### Record
Blues Brothers 2000 se trouve dans le livre Guinness des records (2000) en tant qu'œuvre cinématographique comportant le plus de crash de voitures (104 voitures contre 103 dans le film précédent), un record précédemment détenu par le premier film. Blues Brothers 2000 sera finalement détrôné en 2009 par G.I. Joe : Le Réveil du Cobra avec 112 voitures,,.

### Jeu vidéo
En 2000, la société Titus Software, qui avait déjà réalisé le jeu vidéo The Blues Brothers et sa suite The Blues Brothers: Jukebox Adventure, sort le jeu vidéo de plateformes Blues Brothers 2000, librement inspiré du film sur Nintendo 64.